# Helictotrichon petzense
Helictotrichon petzense là một loài thực vật có hoa trong họ Hòa thảo. Loài này được H.Melzer mô tả khoa học đầu tiên năm 1968.